# Rugby à XV en Norvège
Cet article traite du rugby à XV en Norvège.

## Histoire
La Norvège a été le dernier des trois pays scandinaves à adopter le rugby à XV. Le climat reste un problème majeur, de nombreux terrains pouvant être sous la neige durant une grande partie de l'année. 
Pendant de nombreuses années, l'Oslo RFC était le club de rugby le plus au nord dans le monde. 
Le rugby a une plus longue histoire en Suède et au Danemark, qui ont un chiffre combiné d'environ 10.000 joueurs licenciés. 
La Norvège a joué son premier match international contre la Lettonie qui les a battu 44-6. À l'époque, l'ouvreur Gallois Huw Howells a été la force motrice en essayant de promouvoir le jeu. 

## Organisation
La fédération norvégienne de rugby à XV organise le rugby en Norvège.

## Équipes nationales
L'équipe de Norvège de rugby à XV et l'équipe de Norvège de rugby à XV féminin représentent la Norvège lors des rencontres internationales.

## Compétitions nationales
Le championnat de Norvège de rugby à XV rassemble les meilleurs clubs de rugby à XV.

## Joueurs notables
Erik Lund, né le 3 juillet 1979 à Fredrikstad (Norvège), est un joueur norvégien de rugby à XV.